# Banichtchi
Banichtchi (en russe : Банищи) est un village du selsoviet de Goustomoï du raïon de Lgov dans l'oblast de Koursk, en Russie. Sa population s'élevait à 575 habitants au recensement de 2021.

## Géographie
Le village de Banichtchi se situe dans l'oblast de Koursk, un oblast de la partie européenne de la Russie. Le village fait partie du raïon de Lgov, avec Lgov comme centre administratif. Il se trouve dans le selsoviet de Goustomoï, une municipalité, avec le village de Goustomoï comme chef-lieu.

## Démographie
Recensements (*) et estimations de la population :
| 2002 * | 2010* | 2021* | - |
| ------ | ----- | ----- | - |
| 1 003  | 717   | 575   | - |